# Millerovskij rajon
Il Millerovskij rajon, in russo Миллеровский район?, è un rajon dell'Oblast' di Rostov, nella Russia europea. Istituito nel 1965, il capoluogo è Millerovo.